# Квинт Аиаций Модест Кресцентиан
Квинт Аиаций Модест Кресцентиан (на латински: Quintus Aiacius Modestus Crescentianus) e политик и сенатор на Римската империя през края на 2 век и началото на 3 век.

## Биография
Модест произлиза от фамилията Aiacii от Северна Италия или Африка.
Около 198 и 200 г. или 202/203 и 204 г. Модест е легат на провинция Арабия. Той е суфектконсул между 198 и 205 г. През 209 г. той е легат на провинция Горна Германия. През 228 г. Модест е редовен консул заедно с Марк Помпоний Меций Проб. По времето на император Александър Север той е проконсул на провинция Азия.
През 204 г. той е в жреческата колегия квиндецимвири sacris faciundis.

## Фамилия
Квинт Кресцентиан е женен е за Данация Квартила Аврелиана. Той има децата Квинт Аиаций Цензорин Целзин Арабиан и Луций Аиаций Модест Аврелиан Приск Агрикола Салвиан, които го придружават в Арабия.